# Nouraly Khan
Nouraly Khan (kazakh : Нұралы хан), né en 1710 et décédé en 1790, est un khan kazakh de la petite jüz (correspondant à l'ouest de l'actuel Kazakhstan) qui y exerce son pouvoir de 1748 à 1786. Il succède à son père, Aboulkhaïr Khan, à cette fonction et son frère, Ieraly Khan, lui succède.